# Station Le Havre
Station Le Havre is een spoorwegstation in de Franse gemeente Le Havre.

## Treindienst
| Serie | Treinsoort | Route                                                                           | Bijzonderheden |
| ----- | ---------- | ------------------------------------------------------------------------------- | -------------- |
| K 1+  | TER (SNCF) | Paris Saint-Lazare – Rouen-Rive-Droite – Yvetot – Bréauté-Beuzeville – Le Havre |                |

Paris Saint-Lazare ·
Pont-Cardinet ·
Clichy - Levallois ·
Asnières-sur-Seine ·
Bécon-les-Bruyères ·
La Garenne-Colombes ·
La Folie ·
Nanterre-Université ·
Houilles - Carrières-sur-Seine ·
Sartrouville ·
Maisons-Laffitte ·
Achères - Grand Cormier ·
Poissy-Quai-Talbot ·
Poissy ·
Villennes-sur-Seine ·
Médan ·
Vernouillet - Verneuil ·
Les Clairières de Verneuil ·
Les Mureaux ·
Aubergenville-Élisabethville ·
Épône - Mézières ·
Mantes-Station ·
Mantes-la-Jolie ·
Rosny-sur-Seine ·
Bonnières ·
Port-Villez ·
Vernon - Giverny ·
Le Goulet ·
Gaillon-Aubevoye ·
Venables ·
Saint-Pierre-du-Vauvray ·
Val-de-Reuil ·
Léry-Poses ·
Pont-de-l'Arche ·
Tourville ·
Oissel ·
Saint-Étienne-du-Rouvray ·
Sotteville ·
Rouen-Rive-Droite ·
Maromme ·
Malaunay-Le Houlme ·
Barentin ·
Pavilly ·
Motteville ·
Yvetot ·
Aloueville-Bellefosse ·
Foucart-Alvimare ·
Bolbec-Nointot ·
Bréauté-Beuzeville ·
Virville-Manneville ·
Étainhus-Saint-Romain ·
Saint-Laurent-Gainneville ·
Harfleur ·
Le Havre-Graville ·
Le Havre